# The green album
The green album is een studioalbum van Eddie Jobson.

## Inleiding
Jobson vond het na Roxy Music, UK en Jethro Tull tijd voor een eigen muziekalbum. Hij schakelde diverse musici in om tot een resultaat te komen, waardoor het (mede door melding van Zinc op de platenhoes) een soort groepsalbum werd. Echter geen van de musici speelde op alle tracks mee. Opvallend is dat Jobson zelf de zangpartij voor zijn rekening nam, normaal beperkte hij zich tot elektrische viool en toetsinstrumenten. Voor dit album gebruikt Jobson veelal de Yamaha CS-80-synthesizer.
De teksten en muziek wijzen richting conceptalbum richting een dystopie die men ook wel vindt in het werk van George Orwell. Alles in Jobsons wereld is groen.

## Musici
- Eddie Jobson – zang, toetsinstrumenten, elektrische viool
- Nick Moroch – gitaar (track 2, 3, 8, 9)
- Cary Sharaf – gitaar (7)
- Gary Green - gitaar (11, 12); speelde eerder in Gentle Giant
- Michel Cueno - gitaar (2, 9, 11,12)
- Alon Oleartchik – basgitaar (3, 7, 8, 11)
- Jerry Watts – basgitaar (2, 5, 9, 11, 12)
- Michael Basrimanto – drumstel (2, 3, 8, 9, 11, 12)

## Muziek
| Nr. | Titel               | Duur |
| --- | ------------------- | ---- |
| 1.  | Transporter         | 1:11 |
| 2.  | Resident            | 6:01 |
| 3.  | Easy for you to say | 4:07 |
| 4.  | Prelude             | 2:30 |
| 5.  | Nostalgia           | 2:27 |
| 6.  | Walking for pastel  | 2:07 |
| 7.  | Turn it over        | 4:15 |

| Nr. | Titel             | Duur |
| --- | ----------------- | ---- |
| 1.  | Green face        | 4:22 |
| 2.  | Who my friends    | 6;31 |
| 3.  | Colour code       | 1:05 |
| 4.  | Listen to reason  | 5:56 |
| 5.  | Through the glass | 6:03 |
| 6.  | Transporter II    | 0:22 |

## Nasleep
Het album werd in eerste instantie alleen op elpee uitgebracht, “pas” in 1992 volgde een compact discuitgave via budgetlabel One Way Records. The green album zou nog een opvolger krijgen in The pink album, maar dat is nooit uitgebracht; de opvolger werd Theme of secrets met geheel instrumentale muziek. In terugblik bleven de meningen verdeeld over dit album. Sommigen vonden het een meesterwerk, anderen vonden het maar matig gezien tegenover wat Jobson presteerde in eerder genoemde bands. AllMusic concludeerde dat het album halverwege erg inzakt, alsof de ideeën op waren. Er kwamen diverse heruitgaven van het album. In 2019 vond IO Pages dat de synthesizerklanken nog steeds fris klonken.